# Зомброво (Старе-Поле)
Зомброво (пол. Ząbrowo, нем. Sommerau) — деревня в Польше. Входит в гмину Старе-Поле Мальбурского повета, в Поморским воеводстве. Расположено в примерно 5 километрах к северу от Старе-Поле, примерно в 14 к северо-востоку от Мальборка и 49 километрах к юго-востоку от столицы региона Гданьска.
До 1945 года являлась частью Германии (см. История Померании).
Население 423 человека.